# M 2-40
M 2-40 ist ein planetarischer Nebel im Sternbild Schlange, der 1947 von Rudolph Minkowski entdeckt wurde.